# Micrisotoma achromata
Genre
Espèce
Micrisotoma achromata, unique représentant du genre Micrisotoma, est une espèce de collemboles de la famille des Isotomidae.

## Distribution
Cette espèce se rencontre en Amérique du Nord et en Asie.

## Description
Micrisotoma achromata mesure de 0,4 à 0,75 mm.

## Publications originales
- Bellinger, 1952 : A new genus and species of Isotomidae (Collembola). Psyche, vol. 59, p. 20-25.